# Hilda hodeberti
Hilda hodeberti är en insektsart som beskrevs av Thierry Bourgoin 1988. Hilda hodeberti ingår i släktet Hilda och familjen Tettigometridae. Inga underarter finns listade i Catalogue of Life.